# Persebaya Surabaya
Maillots
Le Persebaya Surabaya est un club indonésien de football basé à Surabaya, sur l'île de Java.

## Palmarès
- Championnat d'Indonésie :
  - Champion : 1997, 2004
  - Vice-champion : 1999 et  2019